# Hypsilurus macrolepis
Hypsilurus macrolepis — вид ігуаноподібних ящірок родини агамових (Agamidae). Ендемік Соломонових Островів.

## Поширення і екологія
Hypsilurus macrolepis мешкають на острові Макіра, а також на сусідніх островах Угі, Олу-Малау і Овараха. Вони живуть у вологих рівнинних тропічних лісах, трапляються на узліссях і в судах. Ведуть деревний спосіб життя. Живляться комахами, зокрема мурахами, павуками, рідко дрібними ящірками.

## Збереження
МСОП класифікує стан збереження цього виду як близький до загрозливого. Rhadinella pilonaorum може загрожувати знищення природного середовищ.